# Gourdou-Leseurre GL-810 HY

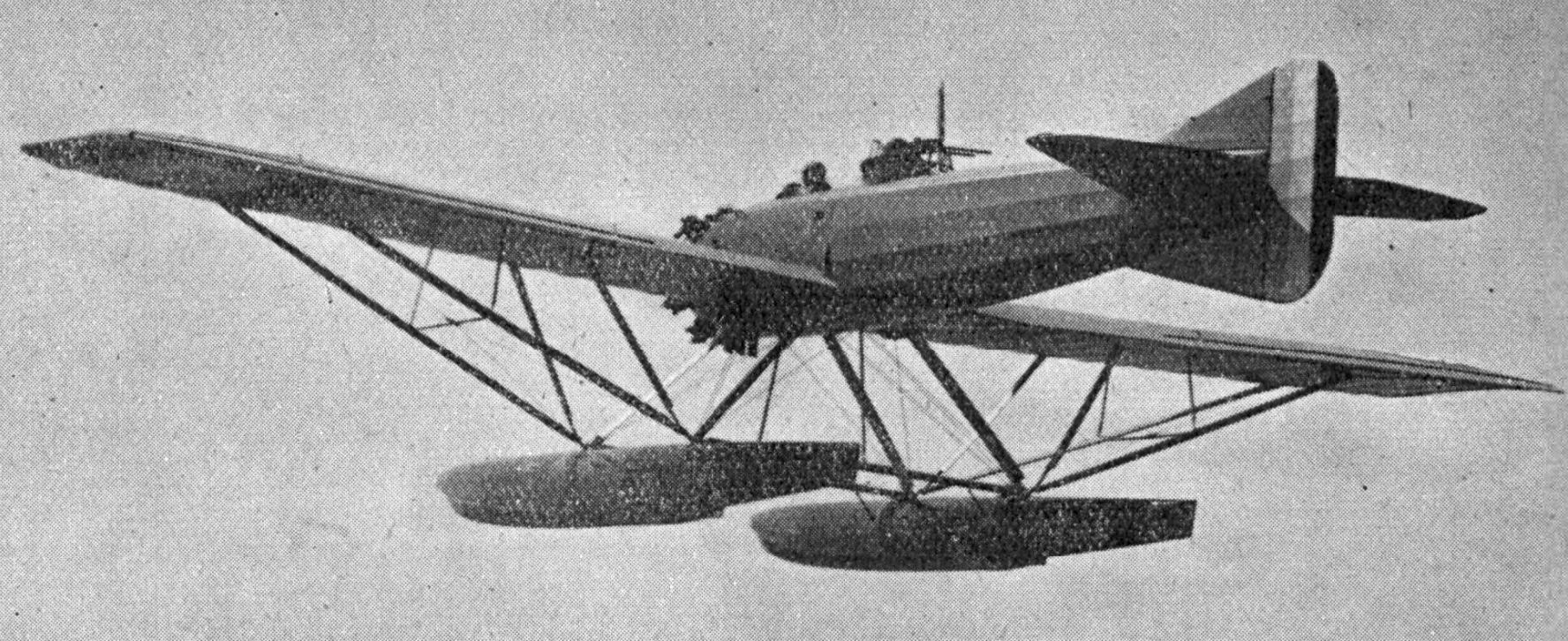
Prototyp Gourdou-Leseurre L-2

Gourdou-Leseurre GL-810 HY – francuski wodnosamolot pływakowy z okresu międzywojennego, używany także w czasie II wojny światowej.

## Historia
W 1926 roku we francuskiej wytwórni lotniczej Gourdou-Leseurre rozpoczęto pracę nad rozpoznawczym wodnosamolotem pływakowym. Prototyp samolotu oznaczony jako L-2 został oblatany latem 1926 roku. Pokazano go dowództwu francuskiej Marynarki Wojennej, która zgłosiła zapotrzebowanie na taki samolot, lecz chciała aby był on trzymiejscowy. Dlatego też opracowano kolejną wersję oznaczoną jako L-3 i wyprodukowano zgodnie z zamówieniem 6 samolotów tego typu. Po testach przeprowadzonych w wytwórni i przez pilotów Marynarki Wojennej został on zaaprobowany.
Zamówiono wtedy serię 24 samolotów oznaczonych jako GL-810 HY, były one identyczne jako wersja L-3. Pierwszy samolot tej serii został oblatany 23 września 1930 roku.
Następnie zamówiono kolejną jego wersję oznaczoną jako GL-811 HY, która została przystosowana do bazowania także na lądzie oraz w bazach przybrzeżnych, miała składane skrzydła. Wyprodukowano 20 samolotów tej wersji Pierwszy z tych samolotów oblatano w dniu 10 marca 1932 roku.
Kolejną wersja był samolot oznaczony jako GL-812 HY, który różnił się od wcześniejszej wersji tym, że posiadał konstrukcję całkowicie metalową. Pierwszy z samolotów z tej serii oblatano w dniu 29 listopada 1934 roku. Zbudowano 29 samolotów tej serii.
Zbudowano jeszcze wersję oznaczona jako GL-813 HY, pierwszy samolot tej serii został oblatany 22 października 1933 roku. Zbudowano 14 samolotów tej wersji.
Seryjna produkcja samolotu wszystkich wersji trwała od 1928 do 1935 roku i ostatecznie wyprodukowano 93 samoloty.

## Użycie w lotnictwie
Wodnosamoloty GL-810 HY wprowadzono do lotnictwa marynarki w 1931 roku, jako pierwsza otrzymała je eskadra 7S2, która stacjonowała na francuskim tendrze lotniczym „Commandant Teste”. Później po jednym tego typu samolocie otrzymały lekkie krążowniki typu La Galissonnière, a po dwa pancerniki „Dunkerque” i „Strasbourg”.
Już od połowy lat trzydziestych zaczęto wycofywać samoloty tego typu z jednostek liniowych, przenosząc je do jednostek pomocniczych z uwagi, że nie spełniały one już warunków dla tego typu samolotów. W 1935 roku sześć takich samolotów przebudowano na samoloty łączności radiowej, a w 1937 roku kilka z nich przebudowano na samoloty do holowania celów powietrznych.
Na początku II wojny światowej wszystkie samoloty tego typu stacjonujące dotychczas na okrętach zostały z nich wycofane i przekazane do eskadr brzegowych. Służyły one w następujących eskadrach liniowych: 1S2 (Cherbourg), 2S1 i 2S4 (Lanvéoc), 3S1 (Hyères), 3S3 (Berre); eskadrach szkolnych: 3S5 (Hyères), 3S6 (Saint-Mandrier-sur-Mer) oraz w eskadrze 8S2 na Martynice.
Samoloty znajdujące się we Francji zostały w 1940 roku zniszczone lub przejęte przez Niemców. Natomiast trzy samoloty znajdujące się na Martynice służyły do lata 1943 roku, kiedy zostały skasowane z uwagi na zużycie.

## Opis techniczny
Wodnosamolot pływakowy Gourdou-Leseurre GL-810 HY był dolnopłatem o konstrukcji mieszanej, kadłub miał konstrukcję metalową, natomiast skrzydła drewnianą. Wersja GL-812 HY i GL-813 HY miały już konstrukcje całkowicie metalową. Kadłub mieścił kabinę dla trzech członków załogi: pilota, nawigatora-obserwatora i strzelca pokładowego. Napęd stanowił 9-cylindrowy silnik gwiazdowy napędzający śmigło ciągnące. Podwozie stanowiły dwa pływaki umieszczone pod płatami.
Uzbrojenie stanowił 1 karabin maszynowy Vickers kal. 7,7 mm, stały, zsynchronizowany ze śmigłem i obsługiwany przez pilota oraz 2 sprzężone karabiny maszynowe Lewis kal. 7,7 mm, ruchome – obsługiwane przez strzelca pokładowego. Samolot mógł przenosić 2 bomby o wadze 75 kg każda na zaczepach pod skrzydłami.
| Wersja                      | L-2                                                                                        | L-3                                                                                        | GL-810 HY                                                                                  | GL-811 Hy                                                                                  | GL-812 HY                                                                                  | GL-813 HY                                                                                  |
| --------------------------- | ------------------------------------------------------------------------------------------ | ------------------------------------------------------------------------------------------ | ------------------------------------------------------------------------------------------ | ------------------------------------------------------------------------------------------ | ------------------------------------------------------------------------------------------ | ------------------------------------------------------------------------------------------ |
| Ilość zbudowanych samolotów | 1                                                                                          | 6                                                                                          | 24                                                                                         | 20                                                                                         | 29                                                                                         | 13                                                                                         |
| Data oblotu                 | 1926                                                                                       | 1929                                                                                       | 23.09.1930                                                                                 | 10.03.1932                                                                                 | 29.11.1933                                                                                 | 22.10.1933                                                                                 |
| Rozpiętość (m)              | 16                                                                                         | 16                                                                                         | 16                                                                                         | 16                                                                                         | 16                                                                                         | 16                                                                                         |
| Długość (m)                 | 10,49                                                                                      | 10,49                                                                                      | 10,49                                                                                      | 10,49                                                                                      | 10,49                                                                                      | 10,49                                                                                      |
| Wysokość (m)                | 3,56                                                                                       | 3,56                                                                                       | 3,56                                                                                       | 3,56                                                                                       | 3,86                                                                                       | 3,86                                                                                       |
| Powierzchnia nośna (m²)     | 41                                                                                         | 41                                                                                         | 41                                                                                         | 41                                                                                         | 41                                                                                         | 41                                                                                         |
| Masa własna (kg)            | 1670                                                                                       | 1670                                                                                       | 1670                                                                                       | 1690                                                                                       | 1690                                                                                       | 1690                                                                                       |
| Masa maksymalna (kg)        | 2290                                                                                       | 2290                                                                                       | 2290                                                                                       | 2460                                                                                       | 2460                                                                                       | 2460                                                                                       |
| Napęd                       | silnik gwiazdowy, 9-cylindrowy Gnome & Rhône 9A „Jupiter”                                  | silnik gwiazdowy, 9-cylindrowy Gnome & Rhône 9Ady                                          | silnik gwiazdowy, 9-cylindrowy Gnome & Rhône 9Ady                                          | silnik gwiazdowy, 9-cylindrowy Gnome & Rhône 9Ady                                          | silnik gwiazdowy, 9-cylindrowy Gnome & Rhône 9Ady                                          | silnik gwiazdowy, 9-cylindrowy Gnome & Rhône 9Ady                                          |
| Moc (KM)                    | 380                                                                                        | 420                                                                                        | 420                                                                                        | 420                                                                                        | 420                                                                                        | 420                                                                                        |
| Prędkość maksymalna (km/h)  | -                                                                                          | 195                                                                                        | 195                                                                                        | 200                                                                                        | 200                                                                                        | 200                                                                                        |
| Pułap (m)                   | 5800                                                                                       | 5800                                                                                       | 5800                                                                                       | 5800                                                                                       | 6000                                                                                       | 6000                                                                                       |
| Zasięg (km)                 | 560                                                                                        | 560                                                                                        | 560                                                                                        | 560                                                                                        | 560                                                                                        | 560                                                                                        |
| Załoga                      | 2                                                                                          | 3                                                                                          | 3                                                                                          | 3                                                                                          | 3                                                                                          | 3                                                                                          |
| Uzbrojenie                  | 1 karabin maszynowy Vickers kal. 7,7 mm 2 karabiny maszynowe Lewis kal. 7,7 mm 150 kg bomb | 1 karabin maszynowy Vickers kal. 7,7 mm 2 karabiny maszynowe Lewis kal. 7,7 mm 150 kg bomb | 1 karabin maszynowy Vickers kal. 7,7 mm 2 karabiny maszynowe Lewis kal. 7,7 mm 150 kg bomb | 1 karabin maszynowy Vickers kal. 7,7 mm 2 karabiny maszynowe Lewis kal. 7,7 mm 150 kg bomb | 1 karabin maszynowy Vickers kal. 7,7 mm 2 karabiny maszynowe Lewis kal. 7,7 mm 150 kg bomb | 1 karabin maszynowy Vickers kal. 7,7 mm 2 karabiny maszynowe Lewis kal. 7,7 mm 150 kg bomb |